# Municipio de Erienna
El municipio de Erienna (en inglés: Erienna Township) es un municipio ubicado en el condado de Grundy en el estado estadounidense de Illinois. En el año 2010 tenía una población de 2217 habitantes y una densidad poblacional de 39,76 personas por km².

## Geografía
El municipio de Erienna se encuentra ubicado en las coordenadas 41°20′55″N 88°31′46″O / 41.34861, -88.52944. Según la Oficina del Censo de los Estados Unidos, el municipio tiene una superficie total de 55.76 km², de la cual 53,86 km² corresponden a tierra firme y (3,4 %) 1,89 km² es agua.

## Demografía
Según el censo de 2010, había 2217 personas residiendo en el municipio de Erienna. La densidad de población era de 39,76 hab./km². De los 2217 habitantes, el municipio de Erienna estaba compuesto por el 96,35 % blancos, el 0,32 % eran afroamericanos, el 0,05 % eran amerindios, el 1,08 % eran asiáticos, el 1,49 % eran de otras razas y el 0,72 % eran de una mezcla de razas. Del total de la población el 3,52 % eran hispanos o latinos de cualquier raza.